# Rallicula
Rallicula é um gênero de aves da família Sarothruridae, antes da família Rallidae.
As seguintes espécies são reconhecidas:
- Rallicula rubra, Schlegel, 1871
- Rallicula leucospila, Salvadori, 1876
- Rallicula forbesi, Sharpe, 1887
- Rallicula mayri, Hartert, 1930